# Коркошко, Светлана Ивановна
Светла́на Ива́новна Корко́шко (род. 12 сентября 1943, Нижний Тагил, Свердловская область) — советская и российская актриса театра и кино. Народная артистка РСФСР (1988).

## Биография
Родилась 12 сентября 1943 года в городе Нижнем Тагиле, где её родители потомственные крестьяне Иван Софронович и Прасковья Антоновна вместе с дочерьми Екатериной, Галиной и Лидой находились в эвакуации. Детство прошло в посёлке имени Кагановича на окраине Кривого Рога, куда семья переехала через полгода после её рождения. Там же в 1949 году — на год раньше своих сверстниц — она пошла в первый класс школы, где была круглой отличницей. Из четверых сестёр лишь самая младшая Светлана, по прозвищу Мизинчик, решила выбрать творческую специальность.
Большую роль в её стремлении посвятить свою жизнь актёрскому мастерству сыграла Татьяна Окуневская, однажды выступившая в летнем театре Кривого Рога. По признанию Светланы, «явная недосягаемость высоты, на которой стояла Окуневская, породила тайное стремление туда, где живут эти небожители, играют свои роли, изображая людей красивых, так красиво любящих и так красиво страдающих».
В 1960 году окончила Харьковский театральный институт (мастерская Александра Сердюка). В дипломном спектакле сыграла мать Родиона Раскольникова в инсценировке романа Фёдора Достоевского «Преступление и наказание». В том же году была принята в труппу Киевского драматического театра имени И. Франко.
В 21 год дебютировала в кино и сразу в одной из главных ролей — комиссара Оксаны Матюшенко — в картине по пьесе Александра Корнейчука «Гибель эскадры». По её собственному признанию, эта работа вызвала у неё, скорее, охлаждение к кино, а не восторженные воспоминания, обычно связанные с первой работой. По словам Коркошко, самым ценным из своего кинематографического «крещения» для неё стала встреча с исполнителем главной роли в этом фильме Борисом Ливановым. Именно тогда она впервые почувствовала, как много зависит от партнёра: «ощущение редкостной правды, реальности, естественности главного героя» не позволяли ей сфальшивить не только в этом фильме, но и в дальнейшей её творческой карьере.
После этой роли она отвергала все предложения в кино, решив сконцентрироваться на работе в театре. Ей нравились роли сильных, глубоко чувствующих женщин — Федры, Клеопатры, леди Макбет. Настоящий успех начинающей актрисе принесла заглавная роль в «Антигоне» Софокла в постановке Додо Алексидзе.
В 1967 году Коркошко была приглашена во МХАТ имени Горького, где дебютировала в роли Нины Заречной в чеховской «Чайке», поставленной Борисом Ливановым. Среди ролей, сыгранных на сцене МХАТа, — Ирина, затем Ольга в «Трёх сёстрах», Мария Стюарт, Варвара Михайловна в «Дачниках» и Надежда в «Последних» Максима Горького.
После раскола Художественного театра в 1987 году стала актрисой МХАТа имени Горького, возглавляемого Татьяной Дорониной. «Мой репертуар, — говорила Коркошко, — был именно в этой труппе, я хотела продолжать работать с теми артистами, которые стали по жизни моими друзьями. Но всё равно резали по живому, сколько было обид, потерь, рассыпались какие-то спектакли, разладились человеческие отношения». Однако крупных ролей было мало, и, в конце концов, актриса покинула МХАТ.
С 2002 года сотрудничала с театром «Современник», на сцене которого сыграла Прасковью Ивановну в «Бесах» Фёдора Достоевского, фрау Мюллер в спектакле «Три товарища» и ряд других ролей.

## Семья
Первым мужем был режиссёр и актёр Юрий Борецкий, с которым она познакомилась на кинопробах к фильму «Гибель эскадры».
Второй муж — режиссёр Владимир Салюк. Сын, Фёдор, окончил филологический факультет МГУ.

## Творческая деятельность

### Роли в театре
Киевский драматический театр имени И. Франко (1964—1966)
- 1964 — «Страница дневника» А. Корнейчука — Юлия
- 1965 — «Антигона» Софокла. Режиссер: Д. А. Алексидзе — Антигона
- 1966 — «Патетическая соната» Николая Кулиша (реж. Д. Алексидзе) — Марина
- 1966 — «Цыганка Аза» Михаила Старицкого (реж. В. Лизогуб) — Феська

Московский Художественный театр (1967—1987)
- 1967 — «Кремлёвские куранты» Николая Погодина (постановка Вл. Немирович-Данченко, Л. Леонидов) — Маша
- 1968 — «Три сестры» Антона Чехова (постановка Вл. Немирович-Данченко, Н. Литовцева, И. Раевский) воз. — Ирина
- 1968 — «Чайка» Антона Чехова (реж. Б. Ливанов) — Нина Заречная
- 1969 — «Соловьиная ночь» Валентина Ежова (реж. В. Я. Станицын) — Инга
- 1971 — «Мария Стюарт» Фридриха Шиллера (реж. В. Станицын) — Мария Стюарт
- 1971 — «Последние» Максима Горького (реж. О. Ефремов, В. Салюк) — Надежда
- 1971 — «Валентин и Валентина» Михаила Рощина (реж. О. Ефремов) — Дина, позже Женя
- 1974 — «Похожий на льва» Рустама Ибрагимбекова (реж. В. Салюк) — Лена
- 1975 — «Эшелон» Михаила Рощина (реж. А. Эфрос) — Маша
- 1977 — «Дачники» Максима Горького (реж. В. Салюк) — Варвара Михайловна
- 1977 — «Святая святых» Иона Друцэ (реж. В. Салюк) — Мария
- 1978 — «Горячее сердце» Александра Островского (реж. К. Станиславский, В. Салюк) — Параша
- 1979 — «Утиная охота» Александра Вампилова (реж. О. Ефремов, А. Мягков) — Вера, позже Валерия
- 1980 — «Мятеж» Дмитрия Фурманова (реж. Вс. Шиловский) — Нея
- 1982 — «Возчик Геншель» Герхарта Гауптмана (реж. В. Салюк) — Ганна[7]
- 1982 — «Наедине со всеми» Александра Гельмана (реж. О. Ефремов) — Наташа Голубева
- 1987 — «Валентин и Валентина» Михаила Рощина (реж. О. Ефремов, В. Салюк) — мать Валентины

МХАТ им. М. Горького (после раскола, 1987—2006)
- 1987 — «Три сестры» Антона Чехова (постановка Вл. Немирович-Данченко, воз. Т. Доронина) — Ольга
- 1988 — «Прощание с Матёрой» Валентина Распутина (реж. А. Борисов) — Вера, позже Дарья
- 1989 — «Синяя птица» Мориса Метерлинка (постановка К. Станиславский, Л. Сулержицкий, И. Москвин) — Ночь
- 1993 — «Женщины в народном собрании» Аристофана (реж. М. Абрамов) — Праксагора
- 1994 — «На всякого мудреца довольно простоты» Александра Островского (реж. В. Станицын) — Мамаева
- 1995 — «Семейные праздники» Виктора Быкова (реж. А. Васильев) — Поликсения Михайловна
- 1997 — «Её друзья» Виктора Розова (реж. В. Усков) — Валентина Васильевна
- 1999 — «… одна любовь души моей» по Александру Пушкину — Мать
- 2005 — «Годы странствий» Алексея Арбузова (реж. Ю. Аксёнов) — тётя Тася
- 2006 — «Рюи Блаз» Виктора Гюго (реж. В. Бейлис) — герцогиня Альбукерская

«Современник»
- 2002 — «Четыре строчки для дебютантки» Жана Ануя (реж. А. Савостьянов) — мадам Александра
- 2003 — «Три товарища» по Эриху Марии Ремарку (реж. Г. Волчек) — госпожа Мюллер
- 2004 — «Бесы» по Фёдору Достоевскому (реж. Анджей Вайда) — Прасковья Ивановна
- 2010 — «Крутой маршрут» по Евгении Гинзбург (реж. Г. Волчек) — Тамара
- 2011 — «Джентльменъ» Александра Сумбатова-Южина (реж. Е. Каменькович) — Ольга Спиридоновна Рыдлова
- 2011 — «Время женщин» по Елене Чижовой (реж. Е. Перегудов) — Евдокия, позже Ариадна
- 2012 — «ГенАцид. Деревенский анекдот» Всеволода Бенигсена (реж. К. Вытоптов) — Громиха
- 2022 — «Интуиция» по пьесе Александра Цыпкина. (Художественный руководитель постановки — Константин Хабенский. Режиссёр — Данил Чащин) — Мария Боголюбская

Киевский театр драмы и комедии
- «Настасья Филипповна» по роману Фёдора Достоевского «Идиот» (реж. В. Салюк) — Настасья Филипповна

Драматический театр города Озургети (ранее Махарадзе)
- «Без вины виноватые» Александра Островского (реж. В. Салюк) — Кручинина

Московский областной драматический театр
- «Без вины виноватые» Александра Островского (реж. Ю. Григорян) — Коринкина

Антрепризные спектакли
- «Браво, Лауренсия!» Надежды Птушкиной (реж. В. Салюк) — Ольга Яковлевна
- «Свидетель обвинения» Агаты Кристи (реж. В. Салюк) — Ромэйн
- «Возможны варианты, или По семейным обстоятельствам» Валентина Азерникова — Изольда Тихоновна
- «Профессия миссис Уоррен» Бернарда Шоу (реж. В. Салюк) — Миссис Уоррен
- «Фаина. Птица, парящая в клетке» Стеллы Самохотовой и Софьи Лежнёвой (реж. C. Евстигнеев) — Фаина Раневская

### Фильмография
- 1965 — Гибель эскадры — Оксана Матюшенко
- 1967 — Софья Перовская — княжна Екатерина Долгорукова
- 1968 — Братья Карамазовы — Катерина Ивановна
- 1968 — Мёртвый сезон — Элис
- 1969 — На пороге — Катя
- 1969 — Почтовый роман — Зинаида Ивановна Ризберг
- 1970 — Руины стреляют… — Шура Назарова
- 1971 — Последнее дело комиссара Берлаха — доктор Эдит Марлок, ассистентка Эменбергера
- 1971 — Офицер запаса — Марика
- 1972 — Круг — Ольга
- 1972 — Укрощение огня — Зоя Сергеевна Константинова
- 1972 — Льды уходят в океан — Марина
- 1977 — Странная женщина — Виктория Анатольевна
- 1980 — Атланты и кариатиды — актриса МХАТа
- 1983 — Пароль — «Отель Регина» — Майя Барановская
- 1985 — Неудобный человек — Новикова
- 1987 — Оглашению не подлежит — Анна Галкина
- 1993 — Дорога в рай — мать Игоря
- 1995 — Под знаком Скорпиона — Мария Фёдоровна Андреева
- 2003 — Свободная женщина 2 — Молли
- 2008 — Хиромант-2. Линии судеб — Зинаида Аристарховна Свешникова

## Награды
- Заслуженная артистка РСФСР (1977);
- Народная артистка РСФСР (1988);
- Орден Дружбы (17 июня 1999) — за заслуги перед государством, большой вклад в укрепление дружбы и сотрудничества между народами, многолетнюю плодотворную деятельность в области культуры и искусства[8].